# Joinville
Joinville là một thành phố Brasil. Thành phố Joinville thuộc bang Santa Catarina. Dân số theo điều tra năm 2010 của Viện Địa lý và Thống kê Brasil là 497.331 người. Đây là thành phố đông dân thứ 41 của Brasil.